# رباخواری

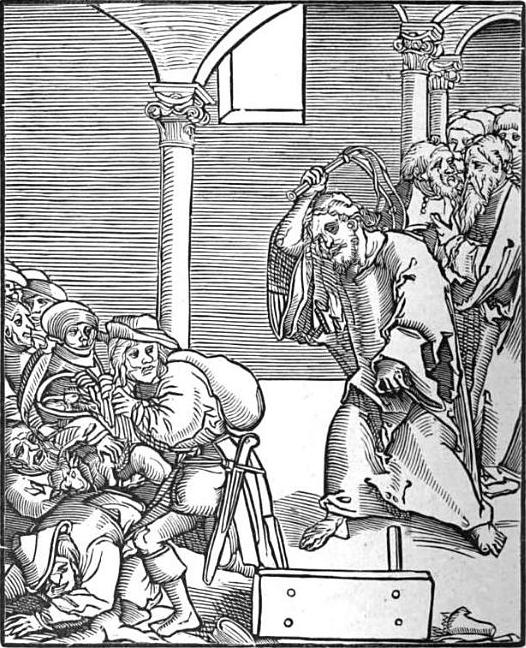
عیسی مسیح رباخواران را از معبد بیرون می‌کرد.

رباخواری، نزول خواری به عمل دریافت ربا گفته می‌شود که معمولاً به صورت شغل در جوامع گذشته و امروزی می‌باشد و فرد رباخوار با دریافت وثیقه و تضمین از فرد وام‌گیرنده، به وی به جنس یا پول وام با بهره می‌دهد. گاهی ربا به معنی سود بیش از حد و گاهی به عنوان هر نوع سودی در نظر گرفته می‌شود. به صورت تاریخی در جوامع مسیحی و اسلامی گرفتن هر نوع سودی بر روی پول ممنوع بوده‌است. مذمت رباخواری در بسیاری متون در بسیاری کشورها یافت می‌شود. مهم‌ترین تغییر در تاریخ رباخواری در کشورهای غربی در سال ۱۵۴۵ میلادی توسط هنری هشتم صورت گرفت که بر اساس آن گرفتن سود بر روی پول آزاد گردید.

## ربا
ربا اصطلاحی در شریعت اسلامی است به معنی گرفتن یک مال در عوض پرداخت مالی از همان جنس است به‌طوری‌که میزان یکی زیادتر از دیگری باشد این عمل در دین یهود نیز حرام شناخته شده‌است به‌طوری‌که در قرآن خطاب به یهودیان زشت بودن ربا بازگو شده‌است. قوانین موضوعه ایران هم ربا را جرم محسوب می‌کنند.

## تاریخچه
تاریخ رباخواری به هزاران سال پیش از میلاد بازمی‌گردد. در زمان‌های گذشته بانک به معنی فعلی وجود نداشت و از این رو بیشتر رباخواران افراد حقیقی بودند که اموال خود را به صورت وام با سود به بقیه می‌دادند. در این زمان هر کس که مایل بود می‌توانست این کار را انجام دهد. در امپراتوری روم سود معمولاً بین ۴ تا ۱۲ بود ولیکن سودهای بالاتر به اندازه ۲۴ و ۴۸ نیز گاهی وجود داشت. دلیل اینکه سودها همه مضرب ۴ بودند ممکن است به ضعف رومیان در ریاضیات یا استفاده از اعداد رومی مرتبط باشد. در این زمان معمولاً رباخواران بزرگ افراد بسیار ثروتمند بودند که حاضر بودند ریسک کرده و پول خود را برای سود بیشتر وام دهند. به دلیل سود بالای این وامها و افزایش مالیاتها در آخرین روزهای امپراتوری روم یک طبقه کارگر دائم به نام "سرف (Serf)" در این امپراتوری ایجاد شد که تفاوت زیادی با بردگی نداشت. اولین شورای نیقیه که مسیحیت را به عنوان مذهب رسمی امپراتوری روم برگزید گرفتن هرنوع سود را برای روحانیون ممنوع کرد.
ویل دورانت در این‌باره می‌نویسد:
از اسناد بر جای مانده از چهار هزار سال پیش از میلاد، به دست می‌آید که قراردادها را با نوشتن، گواهی می‌کردند و نیز آیین وام گرفتن در نزد آنان معمول بوده‌است و سودی سالیانه نزدیک به ۱۵ تا ۲۳ درصد به وام دهندگان می‌داده‌اند. ربا از جنس خود کالا دریافت می‌شده‌است. کاهنان نیز به مردم قرض بهره‌دار می‌دادند. هر کسی که نمی‌توانسته بدهی را بپردازد وام دهنده می‌توانسته فرزند وی (بدهکار) را به گروگان بگیرد.
سومریان
وام گرفتن و بازپس دادن بهره در زمان سومریان مرسوم بود و معمولاً طلا و نقره به صورت وام به فرد دیگری می‌دادند و بین ۱۵ تا ۳۳ درصد از وام‌گیرنده بهره از همان جنس می‌گرفتند.
بابل
در بابل رباخواری به صورت رسمی انجام می‌شد و دولت سودهای بالایی بین ۲۰ درصد (برای وام فلزی) و ۳۳ درصد برای وام‌های جنسی از وام‌گیرنده می‌گرفتند و تجار به کمک منشی‌ها و حسابرس‌های ماهر قانون را نادیده می‌گرفتند و با درصد بالایی به مردم وام می‌دادند.
آشوریان
در زمان آشوریان برای صنعت‌ها وام داده می‌شد و در آن زمان بانک‌های خصوصی وجود داشتند که تا ۲۵ درصد سود دریافت می‌کردند.
هند
در هند باستان تا ۱۸ درصد سود برای وام‌ها دریافت می‌شد.
مصر باستان
در مصر باستان رباخواری آزاد بود و فقط قوانینی برای کاهش دادن درصد آن وجود داشت به عنوان مثال در زمان پادشاهان دودمان بیست و چهارم مصر قانونی به نام لوخوریوس وجود داشت که طبق آن فرد نمی‌توانست سود را بیشتر از مقدار اصل وام بگیرد و نباید سود از اسم وام بیشتر می‌شد.
یونان و روم
در یونان پیش از وضع قانون معروف سولون و در روم پیش از قانون الواح دوازده‌گانه رباخواری، به صورت گسترده و نامحدود رباخواری رواج داشت و پیش از این قوانین اگر بدهکار نمی‌توانست وام خود را پس دهد برده رباخوار می‌شد ولی قانون سولون جلوی این رفتار ناشایست را گرفت و آن را ملغی کرد.
دوران حکومت سولون
ویل دورانت در شرح انقلاب سولون می‌نویسد:
او با قانون معروف خود، یعنی «قانون برداشتن بارها و تعهّدات» توانست همان‌گونه که ارسطو می‌گوید همه وام‌های فردی و دولتی را لغو کند. بدین‌گونه اراضی اتیکه را از بند گرو آزاد کرد. افزون بر این، تمام کسانی را که دچار بردگی شده‌بودند، آزادی بخشید. وی افرادی را که در خارج از کشور به عنوان برده به فروش رفته بودند، بازگرداند و از آن پس، این کار را ممنوع کرد.
بنابراین، سولون همه بردگان را آزاد کرد و سودی که برای یک بدهی پرداخت می‌شد، از ۱۲ درصد بیش‌تر نمی‌شد.
الواح دوازده‌گانه
در روم باستان با وضع قانون الواح دوازده‌گانه سود بهره تا ۱۲ درصد کاهش یافت.
آلبرماله دربارهٔ رباخواری رومیان می‌نویسد:
برخی از شوالیه‌ها صرّاف بودند و از راه بهره و نزول ثروتمند می‌شدند. از مردم روم، به نرخ کم وام می‌گرفتند و به ساکنان ایالت‌ها، به میزان گران‌تر، قرض می‌دادند. آنان بیش‌تر برای سناتورها معامله می‌کردند. چنان‌چه بروتروس، دوست سیسرون که از اعضای مهمّ مجلس سنا و از اشخاص پاک‌دامن آن زمان به‌شمار می‌رفت، از سوی اسکاپتیوس به یکی از سرزمین‌های جزیره قبرس، به نرخ ۴۸ درصد، مبلغی قرض داد و چون آن شهر نتوانست در تاریخ مشخص شده، قرض خود را بپردازد، اسکاپتیوس سوارانی از حاکم خواست و تالار شورای شهر را به محاصره درآورد تا آن‌که پنج نفر از اعضای شورا از گرسنگی مردند.
ژوستنین در قانون‌گذاری معروف خود، نسبت ۱۲ درصد را تنها برای تاجران و مانند آنان، جایز دانست در حقّ دیگر قشرها، دستور داد تا از ۴ درصد بیش‌تر نباشد. ربا یکی از گناهان کبیره است

## در یهودیت
در تورات اخذ سود از یهودیان منع شده‌است ولیکن ممنوعیتی برای اخذ سود از غیریهودی وجود ندارد.
از این رو اسرائیلیها از افراد غریبه که در بین آن‌ها زندگی می‌کردند سود اخذ می‌کردند ولیکن نسبت به بقیه افراد قوم اسرائیل نمی‌توانستند سود بگیرند. در زمانهایی که برخوردهای منفی بین یهودیان و غیریهودیان (جنتیلها) در کشورهای مختلف شدت می‌گرفت یهودیان از بسیاری شغلها منع می‌شدند؛ ولیکن به دلیل اینکه گرفتن سود بر روی پول در دینهای اسلام و مسیحیت ممنوع بودند بسیاری از یهودیان به این شغلها گرویده می‌شدند.
در انگلستان به‌طور مثال در سال ۱۱۸۹ بدهکاران به جنگجویان صلیبی ملحق شدند و یهودیان لندن را قتل‌عام کردند. در سال ۱۲۷۵ میلادی ادوارد اول اخذ ربا را ممنوع کرد و آن را مساوی با کفر دانست. بسیاری یهودیان انگلیسی دستگیر شدند و ۳۰۰ نفر از آنان اعدام گردیدند. در سال ۱۲۹۰ تمامی یهودیان از انگلستان اخراج شدند.

## در مسیحیت
عهد جدید در چندین قسمت به رباخواری اشاره می‌کند. انجیل متی ۲۵:۲۷ و لوقا ۱۹:۲۲ دارای اشاراتی به رباخواری هستند. در انجیل متی ۵:۴۲ و لوقا ۶:۳۴ عیسی به دادن کمک مالی به افراد نیازمند و بخشش بدهیها توصیه می‌کند.

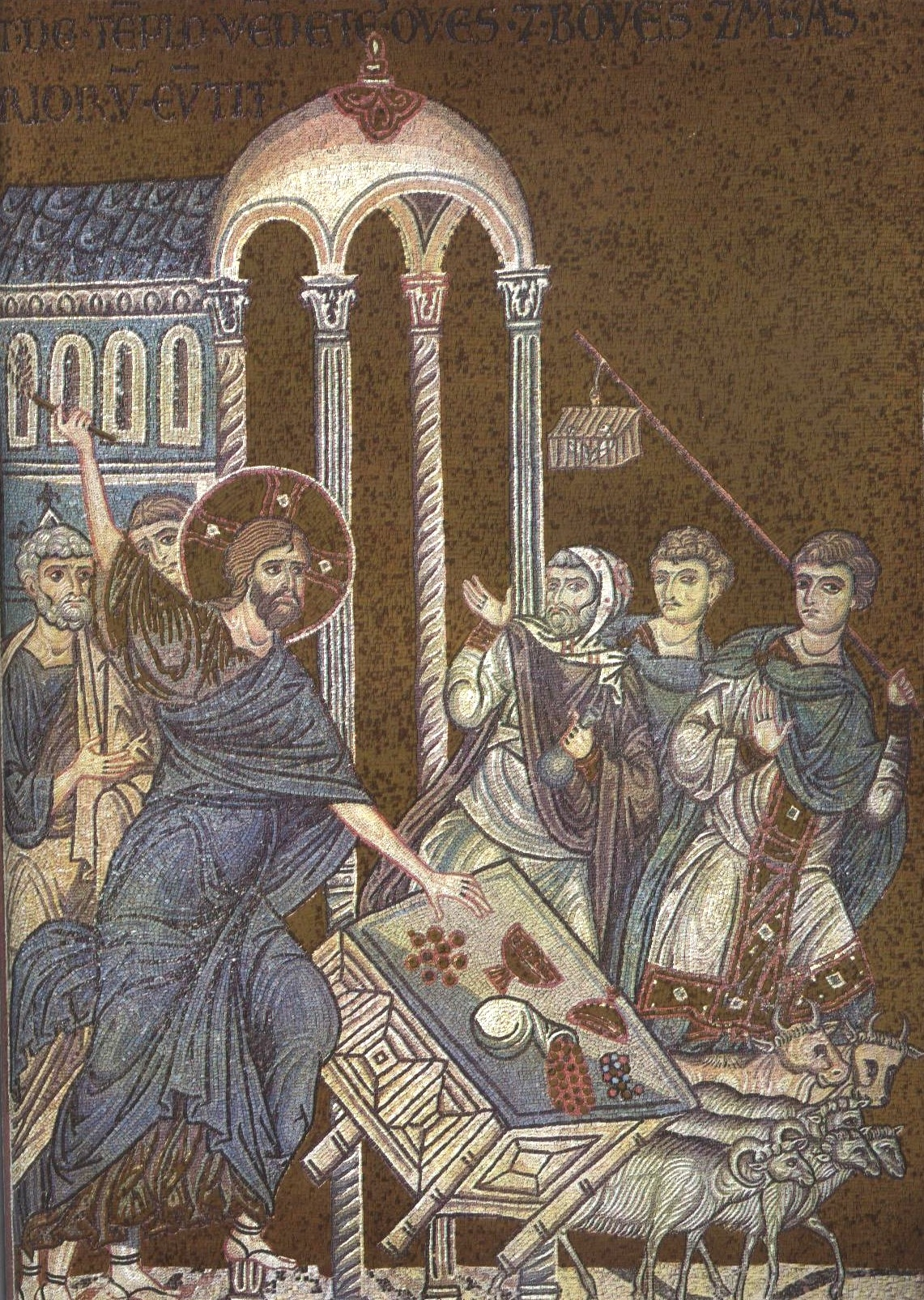
عیسی مسیح رباخواران را از معبد اورشلیم بیرون می‌کند.

## رباخواری در اسلام
در قرآن چندین بار به رباخواری اشاره شده‌است. در سوره بقره رباخواری به شدت مورد انتقاد قرار گرفته‌است.
از این رو در فقه اسلامی رباخواری به شدت نهی شده، به‌طوری‌که گناه یک درهم ربا را بیشتر از هفتاد بار زنای با محارم دانسته‌اند. قوانین موضوعه ایران هم ربا را جرم محسوب می‌کنند.

## قوانین ایران
ماده ۵۹۵ قانون مجازات اسلامی ایران ربا را جرم و برای آن مجازات در نظر گرفته‌است: «مرتکبین اعم از ربا دهنده، ربا گیرنده و واسطهٔ بین آن‌ها علاوه بر ردِ اضافه به صاحب مال به شش ماه تا سه سال حبس و تا ۷۴ ضربه شلاق و نیز معادل مورد ربا به عنوان جزای نقدی محکوم می‌گردند.»
بر همین اساس مجلس شورای اسلامی ایران در سال 1362 قانونی را با عنوان قانون عملیات بانکی بدون ربا تصویب کرد که از سال ۱۳۶۳ اجرایی شد؛ اما بانک‌های ایران به اسم مضاربه، تورم حلّالِ ربا، دیرکرد و کارمزد ربا می‌دهند و می‌گیرند و این در حالی است که برای کسب منفعت بیشتر به دروغ، نظام بانکداری اسلامی را دور زده‌اند.